# چقاسعید
روستای چقاسعید یا چقاسید روستایی از توابع بخش مرکزی شهرستان هرسین در استان کرمانشاه ایران است.
نام صحیح روستا چقاسید می باشد به استناد گویش عامه و محلی خود روستاییان ، که روستا را چیاسی میخوانند و سی به معنی سید می‌باشد نه سعید که متأسفانه با سهل انگاری مسئولین شهری و عدم پیگیری دهیار و شورای روستا در این خصوص اسم روستا در اوراق و ادارت چقاسعید خوانده می‌شود.
استناد مهم دیگر این مطلب قنات تاریخی روستا می‌باشد که سراو چیاسی نام دارد که قدمت آن به دوره هخامنشینان برمی‌گردد.
روستا دارای سه قنات کهن و پر آب می‌باشد که معروفترین آن (سراب) سراو چیاسی نام دارد و دو قنات مهم دیگر آن سراب کلگه و سراب کرنگین می‌باشد. (اسم قنات‌ها به محلی نوشته شده)
زبان ساکنین روستا لکی می‌باشد.
کار مردمان روستا عمدتاً کشاورزی و دام پروری می‌باشد.
مهمترین محصول کشاورزی روستا که شهرتی در سطح منطقه  دارد پیاز می‌باشد که به واسطه آب پاک و زلال قنات‌های روستا می‌باشد.
علاوه بر آن گندم، جو ،نخود که بیشتر در زمین‌های دیم روستا کشت می‌شود.

## جمعیت
این روستا در دهستان حومه قرار دارد و براساس سرشماری مرکز آمار ایران در سال ۱۳۸۵، جمعیت آن ۵۳۰ نفر (۱۲۷خانوار) بوده‌است . و هم اکنون 180 خانوار و بالغ بر 850 نفر جمعیت دارد 